# Stille Gesellschaft
Die stille Gesellschaft (Abkürzung sG) ist im deutschen und im österreichischen Gesellschaftsrecht eine Sonderform einer Personenvereinigung. Sie gehört zu den Personengesellschaften, ist jedoch keine Handelsgesellschaft. Ohne weitere Vereinbarung hat die stille Gesellschaft nach der gesetzlichen Konzeption eher den Charakter eines Schuldverhältnisses und weniger den eines Gesellschaftsverhältnisses im engeren Sinne.
Das schweizerische Gesellschaftsrecht kennt hingegen das Institut der Stillen Gesellschaft nicht. Es ist jedoch möglich, eine Einfache Gesellschaft so auszugestalten, dass es sich um eine Stille Gesellschaft handelt, die mit dem gleichnamigen Institut anderer Rechtssysteme weitgehend identisch ist.

## Gründung
Eine stille Gesellschaft entsteht, wenn sich eine natürliche oder juristische Person am Betrieb eines anderen mit einer Vermögenseinlage beteiligt. Die stille Beteiligung kann nicht nur an einem Handelsgewerbe, sondern auch an einem freiberuflichen oder landwirtschaftlichen Betrieb begründet werden. Die Einlage in die stille Gesellschaft kann auch in Form von Arbeitsleistung erbracht werden.
Die Gründung und der Gesellschaftsvertrag sind an keine besondere Form gebunden. Eine Eintragung in das Handelsregister ist nicht erforderlich.
Die stille Gesellschaft ist eine Innengesellschaft. Sie ist eine Sonderform der Gesellschaft bürgerlichen Rechts. Für einen Außenstehenden ist sie in der Regel nicht erkennbar. Etwas anderes gilt für die stille Beteiligung an einer Aktiengesellschaft. Hier muss die Beteiligung eines stillen Gesellschafters veröffentlicht werden.

## Rechtliche Grundlagen
Die rechtlichen Regelungen finden sich für Deutschland in den §§ 230 bis 236 des Handelsgesetzbuchs, für Österreich in den §§ 179 bis 188 des Unternehmensgesetzbuches.

## Rechte des stillen Gesellschafters
Die Rechte und Pflichten des stillen Gesellschafters beschränken sich ausschließlich auf das Innenverhältnis. Der stille Gesellschafter nimmt am Verlust bis zur Höhe seiner Einlage teil (§ 232 Abs. 2 HGB). Oft wird die Verlustbeteiligung im Gesellschaftsvertrag aber ausgeschlossen (§ 231 HGB). Die Einlage kann gemäß § 706 Abs. 3 BGB entweder in Geld oder auch in Sach- oder Dienstleistungen bestehen. Für die Überlassung der Einlage erhält er üblicherweise eine Beteiligung am Gewinn. Im Außenverhältnis ist der stille Gesellschafter selbst Gläubiger der Gesellschaft mit Gewinnbeteiligung. Der stille Gesellschafter nimmt an der Geschäftsführung nicht teil, soweit nichts anderes vereinbart ist. Er hat das Kontrollrecht wie ein Kommanditist und ist somit berechtigt, den Jahresabschluss zu prüfen. Im Falle einer Insolvenz der Unternehmung nimmt der stille Gesellschafter die Rechtsstellung eines Gläubigers ein.

## Steuerliche Behandlung der stillen Gesellschaft

### Typisch stille Beteiligung

#### Behandlung der Erträge bei dem stillen Gesellschafter
Hier ist der stille Gesellschafter am Gewinn und je nach Vereinbarung am Verlust des Unternehmens beteiligt, nicht jedoch am Vermögen der Gesellschaft. Die Gewinnbeteiligung muss er als Einkünfte aus Kapitalvermögen versteuern (§ 20 Abs. 1 Nr. 4 EStG) und eine etwaige Verlustbeteiligung kann er gem. § 20 Abs. 9 S. 1 EStG grundsätzlich nicht als Werbungskosten absetzen. Nach neuester Rechtsprechung ist es möglich, sofern besonders vereinbart, dass auch ein negatives Einlagekonto entstehen kann. Somit können Verluste, die über die Einlage hinausgehen, das Einlagekonto mindern. Spätere Gewinne müssen wieder zur Aufstockung des Einlagekontos genutzt werden (bis zur Höhe der bedungenen Einlage).

#### Behandlung der Zahlungen bei dem Betriebsinhaber
Die Zahlungen an den (typischen) stillen Gesellschafter stellen bei dem Inhaber des Betriebes Betriebsausgaben dar. Er ist zu Einbehalt und Anmeldung der Kapitalertragsteuer in Höhe von 25 % zuzüglich Solidaritätszuschlag verpflichtet.

### Atypisch stille Beteiligung
Werden dem stillen Gesellschafter so umfangreiche Vermögens- und Kontrollrechte eingeräumt, dass er als Mitunternehmer im Sinne des § 15 Abs. 1 Nr. 2 EStG gilt, spricht man von einer atypisch stillen Gesellschaft. Der atypisch stille Gesellschafter ist nicht nur am Gewinn und Verlust, sondern auch am Vermögen der Gesellschaft beteiligt, einschließlich der stillen Reserven und ggf. des Geschäftswerts. Es kann ausnahmsweise von einer atypischen stillen Beteiligung ausgegangen werden, wenn der Gesellschafter zwar nicht am Verlust, an den stillen Reserven oder am Geschäftswert beteiligt ist, dafür aber wie ein Unternehmer auf das Schicksal des Unternehmens Einfluss nehmen kann. Dies gilt insbesondere für den Fall, wenn einem stillen Gesellschafter die Geschäftsführung des Unternehmens überlassen wird oder wenn ihm eine umfassende Weisungsbefugnis eingeräumt wird (BFH v. 28. Januar 1982 – BStBl II S. 389; BFH/NV 1999 S. 402). Vertraglich kann er auch für Verluste über die Höhe seiner Einlage hinaus haftbar gemacht werden. Er hat gewisse Mitsprache- und Kontrollrechte. Steuerlich erzielt er als Mitunternehmer Einkünfte aus Gewerbebetrieb (§ 15 Abs. 1 Nr. 2 EStG).

#### Bei Auflösung der atypisch stillen Gesellschaft
Scheidet ein Mitunternehmer aus der Mitunternehmerschaft gegen eine Abfindung aus, so veräußert er damit seinen Mitunternehmeranteil entgeltlich an die verbleibenden Mitunternehmer i. S. v. § 16 EStG, wenn der Ausscheidende dabei seinen Auseinandersetzungsanspruch realisiert. Scheidet er ohne Abfindung aus, kommt es zu einer unentgeltlichen Anteilsübertragung i. S. v. § 6 Abs. 3 EStG.
Die Beteiligung eines atypisch stillen Gesellschafters an einer GmbH führt im Vergleich mit einer typischen stillen Beteiligung bei der GmbH zu Steuervorteilen bei der Gewerbesteuer. Die GmbH mit einer atypisch stillen Beteiligung wird gewerbesteuerlich wie eine Personengesellschaft behandelt. Bei einer typischen stillen Beteiligung würden 1/4 der Gewinnanteile des stillen Gesellschafters zum Gewinn hinzugerechnet werden (§ 8 Nr. 1c GewStG).

## Partiarisches Darlehen
Das partiarische Darlehen wird nicht mit einem festen Zins vereinbart, sondern mit einer Beteiligung am Umsatz oder Gewinn des Darlehensnehmers.
Eine stille Gesellschaft ist von einem partiarischen Darlehen zu unterscheiden. Bei der stillen Beteiligung verfolgen Betriebsinhaber und stiller Gesellschafter einen gemeinsamen Zweck. Bei einem Darlehen ist von einem reinen Eigeninteresse des Kapitalgebers auszugehen. Die Abgrenzung wird anhand verschiedener Merkmale nach den Verhältnissen des Einzelfalls vorgenommen. Gegen ein partiarisches Darlehen sprechen z. B.:
- Verzicht auf Sicherheiten,
- zeitlicher Zusammenhang zur Unternehmensgründung oder hoher Anteil am Gesamtkapital,
- besondere Kontrollrechte (z. B. wie Kommanditist, § 166 HGB),
- lange Mindestlaufzeit oder Kündigungsfrist.

Ertragsteuerlich erzielt der Darlehensgeber Einkünfte aus Kapitalvermögen (§ 20 Abs. 1 Nr. 4 EStG).

## Vorteile
Die stille Gesellschaft tritt nicht nach außen in Erscheinung, da sie weder im Handelsregister eingetragen wird noch aus der Firmenbezeichnung ersichtlich ist. Sie ist auch nicht publizitätspflichtig. Ein Unternehmer, der dringenden längerfristigen Finanzbedarf hat und diesen nicht über eine Bank befriedigen kann oder will, kann sich einen stillen Partner suchen. Bei einer Kreditfinanzierung fallen Zinsen unabhängig von der Gewinnsituation an, der stille Gesellschafter erhält hingegen nur bei positivem Ergebnis einen Gewinnanteil.